# Marta López
Marta López Herrero, född 4 februari 1990 i Málaga, är en spansk handbollsspelare (högersexa). Hon var med och tog OS-brons 2012 i London.

## Klubbkarriär
López lärde sig spela handboll i Puerto de la Torre-distriktet Málaga, där hon studerade på Colegio Puertosol. År 1997 gick hon med i CB Puertosol. År 2006 flyttade hon till Costa del Sol Málaga, där hon började spela i A-laget. Hon tävlade också för Club Reserva del Higuerón de Fuengirola under ungdomsåren.
Från 2006 till 2008 spelade hon för Costa del Sol Málaga, sedan fram till 2012 för BM Alcobendas. År 2012 flyttade hon till Frankrike, där hon spelade fram till 2016  för Fleury Loiret HB, med vilken hon vann Coupe de France 2014 och det franska mästerskapet 2015. Från 2017 till 2018 var hon tillbaka i Spanien, med BM Bera Bera. 
López har spelat i Rumänien sedan 2017. Där var hon först  aktiv från 2017 till 2022 i SCM Râmnicu Vâlcea, med vilken hon vann den rumänska supercupen (2018, 2020), och det rumänska mästerskapet 2019 och den rumänska cupen 2020. I september 2021 drabbades hon av en allvarlig korsbandsskada. López har spelat för Rapid Bukarest sedan 2022.

## Landslagskarriär
Åren 2007 och 2008 vann Lopez de spanska mästerskapen i de autonoma provinserna. Marta López debuterade i ett spanskt ungdomslandslag den 12 april 2006 i en landskamp mot Italien. Hon deltog sedan i U-17 EM 2007, där Spanien slutade på silverplats, och i U-18 VM 2008. På 47 matcher i U-18 landslaget gjorde hon 266 mål.. Med de spanska U-20 laget spelade hon 37 matcher och gjorde 197 mål. Hon var med i truppen vid U19-EM 2009 och U20-VM 2010.
Den 12 juni 2009 debuterade hon för det spanska A-landslaget. Hon spelade för Spanien vid VM 2009 (4:e plats), OS 2012 (3:e plats), VM 2013 (9:e plats), EM 2014 (2:a plats), VM 2015 (12:e plats), OS 2016 (6:e plats), EM 2016 (11:e plats), VM 2019 (2:a plats), EM 2020 (9:e plats) och OS 2020 (9:e plats). Hon har spelat 132 matcher för damlandslaget och gjort 289 mål.